# Cornus sessilis
Cornus sessilis là một loài thực vật có hoa trong họ Cornaceae. Loài này được Torr. miêu tả khoa học đầu tiên năm 1855.